# 海と夕焼
『海と夕焼』（うみとゆうやけ）は、三島由紀夫の短編小説。文永の鎌倉建長寺で寺男になっている老フランス人が、晩夏の夕焼けに遠い昔の少年時代を思い出し、聖地エルサレム奪還を目指し同志を率いてマルセイユの埠頭で祈念した時の挫折感と絶望を回想する物語。地中海が2つに割れる奇蹟を待望しながら至誠が天に通じなかった不思議、さらにその奇蹟の幻影自体よりも、神秘な沈黙の海に潜む「ふしぎな不思議」に思い至った心境を、三島自身の少年期の神風待望の心理と重ねつつ、人間と信仰の主題を描いている作品である。また、5本の指に入るほど三島が特に愛着を持っている短編でもある。

## 発表経過
1955年（昭和30年）、文芸雑誌『群像』1月号に掲載され、同年7月20日に新潮社より刊行の単行本『ラディゲの死』に収録された。文庫版としては、1968年（昭和43年）9月15日に新潮文庫より刊行の『花ざかりの森・憂国――自選短編集』に収録された。
翻訳版は、ジョン・ベスター訳（英題：Sea and Sunset）、中国（中題：海與晩霞）などで行われている。

## あらすじ

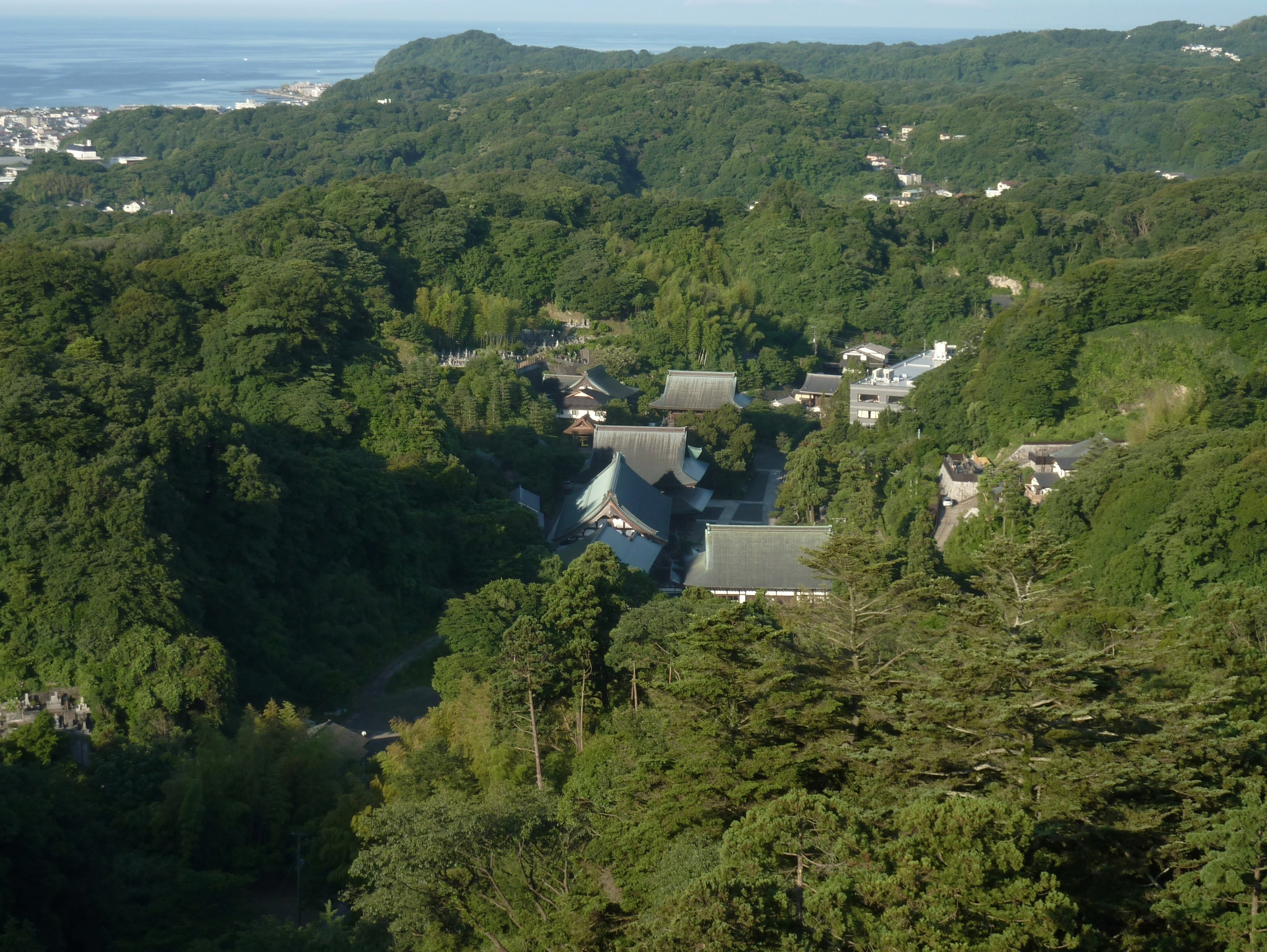
勝上岳から見る建長寺

文永9年（1272年）の晩夏、鎌倉建長寺の年老いた寺男の安里は、村童から仲間はずれにされている聾唖の少年を連れて、美しい夕焼けを見るためによく裏山の勝上ヶ岳を登った。その日、安里は頂きから見える稲村ヶ崎の海を眺め、羊の群れのような鰯雲から遠い故郷フランスでの少年時代を思い出す。
巌に座っている安里はその碧眼を少年の方に向け、自分の昔の出来事を母国語のフランス語で語り出した。少年は耳が聞こえなかったが、安里の言おうとしていることを目と目で直に理解しそうな澄んだ聡明な目をしていた。安里はかつて自分の身に起きた神託と、奇蹟の挫折を回想する……。
フランスのトゥールーズ伯爵の御領地セヴェンヌの羊飼いだった少年アンリ（安里）は1212年のある夕暮れ、丘の上の空から白い衣を身にまとった基督が降りて来るのを見た。主はアンリの髪に触れ、「聖地を奪い返すのはお前だよ」「沢山の同志を集めて、マルセイユへ行くがいい。地中海の水が2つに割れて、お前たちを聖地へ導くだろう」と告げた。
アンリはそれを誰にも言わずに躊躇していたが、数日後の雨の夕暮れに再び主は、年老いた旅人の姿で番小屋のアンリの元を訪れた。老人の姿の主は、「お前は神に遣わされた者なのだぞ」とアンリを促し去っていった。翌日アンリはその不思議な出来事を同輩の親友に話した。信心深い友はアンリを拝み始め、やがて近隣の羊飼いの少年たちもアンリの周りに弟子として集まり出した。
アンリと弟子たちが、別の村にいる8歳の預言者のところに行き神託のことを報告すると、牧場の地平線にある橄欖の木に金色の翼のある天使たちが群がって来た。子供の預言者は、「東のほうへ、どこまでも行くんだ」と言い、神託通りにマルセイユに行ったらいいと教えた。その頃、アンリのような体験をした子供がフランス各地で出ていた。

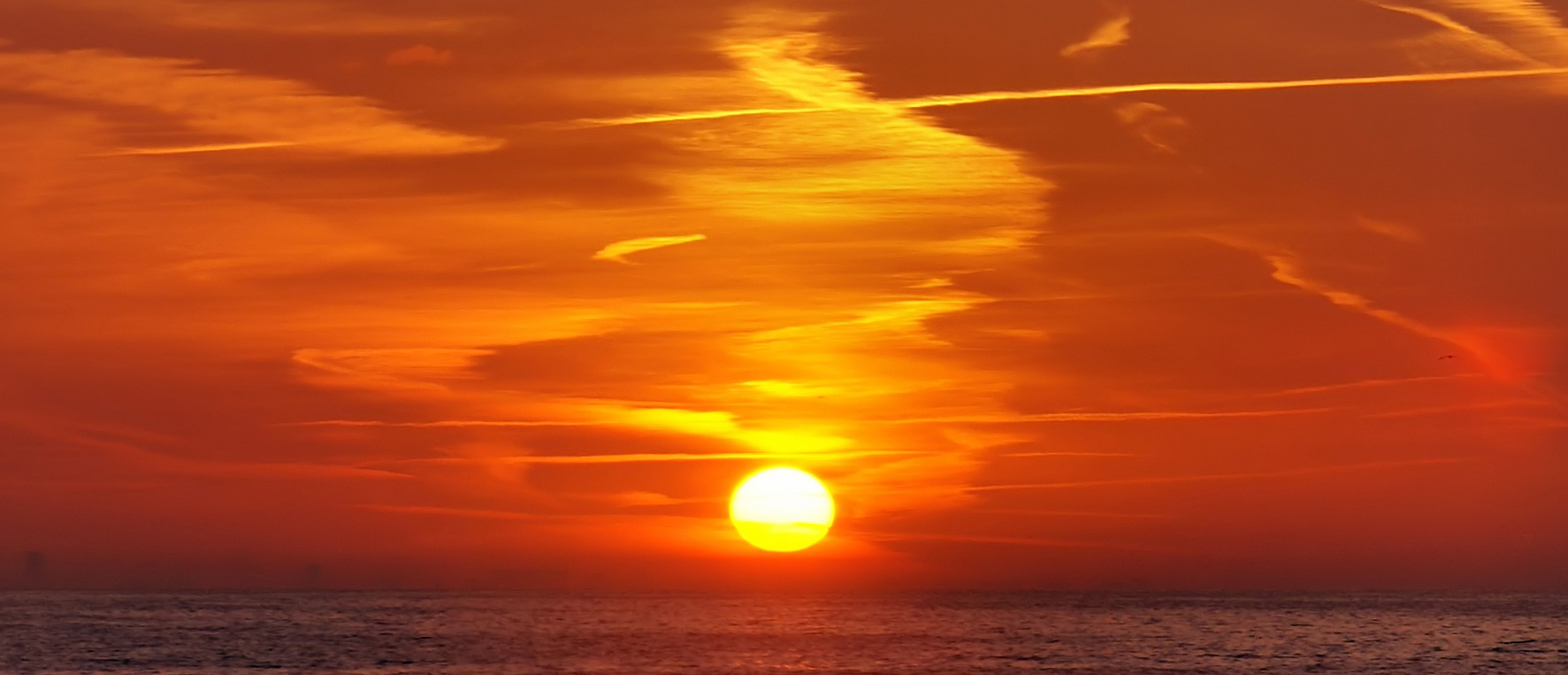
地平線の夕焼け

100人にものぼる子供たちがアンリと共に旅立ち、フランスやドイツの各地から数千人が、この子供十字軍に加入した。過酷な旅のため途中で病死する子も多く出た。3分の1の人数に減ったアンリの一行がマルセイユに着くと、数十人の少年少女たちが待っていた。彼らは港で一心に祈った。夕日の射す沈黙の海に向かって何日も祈り続けた。
だがどんなに願っても海が2つに分れることはなかった。その時1人の信心深そうな男がアンリたちに近づき、自分の船で聖地エルサレムまで乗せていきたいと申し出た。アンリたちはためらいながらも、それを受け入れて勇んで乗船した。ところが船は南のエジプトに向い、アレキサンドリアに着くと、男はアンリたちを奴隷市場で売り飛ばした。
……安里はそこまで語ると、その時の無念が蘇りしばらく黙った。勝上ヶ岳から見える海の空には壮麗な夕焼けが始まっていた。安里は故郷の風物や友人、死んだ十字軍の戦士たちの顔を夕焼けの中に見ていた。アンリは奴隷生活の間に仲間と再び行き会うことはなかった。聖地エルサレムを訪れることもついに出来なかった。
ペルシャ商人の奴隷となったアンリは、さらに売られてインドに連れて行かれた。その地で大覚禅師と出会って救ってもらったアンリは、禅師に仕えるようになり禅師の故国に付き添い、日本に渡る禅師のお供をして鎌倉建長寺まで来たのだった。禅の教えを受けたアンリは、見ぬ国を夢見たり、来世を願ったりすることはなくなった。でも夏の空に夕焼けの兆しを見ると、勝上ヶ岳に登って眺めずにはいられなかった。
老人の安里はかつて自身の身に起きた奇蹟の神託にもかかわらず、マルセイユの埠頭で海が2つに分れなかった不可解な不思議を今一度考えていた。安里はいつ信仰を失ったのか思い出せなかったが、どんなに祈念しても奇蹟が起らなかった「不思議」は明瞭に覚えている。そして、奇蹟などすでに信じない安里が今も解せないのは、神秘な沈黙の海に潜んでいる「不思議」だった。
今、晩夏に沈む太陽は海を血潮のように染めていた。安里の中にはもう故郷に還りたいという望みはなかった。海が2つに割れなかった時、故国の羊や人々はその夕焼けの海の中に全て消滅したのだと安里は考えた。でも安里は夕焼けの色が無くなり灰色になるまで、じっとそこから目を離さない。
あたりが夕闇に移っていく景色の中に佇む安里の足下の方から、梵鐘が響いてきた。その音のたゆたいは、時を告げるというより、時を溶解し久遠の中へ運んでいくようで、瞳を閉じて安里はそれに聴き入った。目を開けると夕闇に包まれ、夕焼けは終っていた。安里が、少年と寺に帰ろうと振り向くと、少年は両手で抱いた膝に頭を載せて眠っていた。

## 登場人物
安里（アンリ）
鎌倉建長寺の寺男。フランス人。鼻が高く、彫の深い碧眼は澄み切っている。もう20年以上も寺におり、他国の訛りもなく日本語をこなす。村の悪童からは蔭で「天狗」と呼ばれている。60年前、マルセイユで商人船の男に騙されてエジプトの奴隷市場で売り飛ばされた。その後インドに売られてその地で、チンギス・カンの孫バトゥの西征の噂を耳にし、故郷フランスの危急を思って泣く。インドで大覚禅師に助けられ、禅師に仕えるようになり、一緒に日本に渡って来た。キリスト教の信仰を失い、禅寺にいる1272年現在は心に安らいがあり、帰国の空しい望みを捨て去り日本に骨をうずめる覚悟をしている。
少年
聾唖の少年。耳も聞こえず、口もきけない。村の子供らから仲間はずれにされている。安里は少年を憐れんで、よく一緒に勝上ヶ岳の頂きまで連れていく。澄んだ聡明な目をしている。
※回想部
基督
髭を生やし慈悲深い微笑を湛えて夕暮れの丘の上に現れるキリスト。アンリは神託を受け、失神して目が覚める。別の日には雨の薄暮に番小屋のアンリを訪ねるが、その時は年老いた老人の姿でパンを乞う。雨の中を来たにもかかわらずに着衣は濡れていなかった。鼻は高く白い髭で荘厳な顔立ち。目がおそろしいほど澄んでいる。
羊飼いの友人
アンリと同年齢で信心深い少年。アンリが受けた神託を聞くなり、わなわなと身を震わせ、花の上に膝まずいてアンリを拝む。
8歳の預言者
アンリの村から遠くない村で出現した幼い預言者。盲目の少女の目に触れ治したという噂がある。普段は他の子どもと混じって陽気に笑って遊んでいる。乳のように白い肌で、金色の巻き毛が青い静脈の透けて見えるほどの額にかかっている。アンリに会うと笑いを止めて、「東へ行くんだよ」と厳かな違う声で言う。
子供たち
アンリの弟子となった同志たち。アンリの両親がアンリの無謀な旅立ちを引き止めるのを阻止する。マルセイユまでの旅の途上で、疲労のあまり錯乱し崖から身を投げた少女もいる。幼い子や身体の弱い子も体力つきて倒れて死ぬ。しかしその子たちは、死ぬ前に聖地の幻を見るのが常だった。
男
マルセイユの港で、信心ありげな様子でアンリたちに喜捨を申し出た男。エルサレムまで持船でアンリたちを連れていく名誉に与りたいと言って乗船させるが、南に方向転換して、アンリたちをアレキサンドリアの奴隷市場で売り飛ばす。
大覚禅師
蘭渓道隆。仏教を学びにインドに来て、ある機縁から奴隷となっていたアンリを自由の身にする。アンリはその恩返しとして禅師に生涯仕えることに決め、禅師の故国に従い、日本にも伴っていく。

## 作品背景

### 主題

#### 奇蹟待望と絶望
三島由紀夫は『海と夕焼』を、『詩を書く少年』と『憂国』と共に、〈一見単なる物語の体裁の下に、私にとつてもつとも切実な問題を秘めたもの〉だとして、『海と夕焼』の主題について以下のように語っている。
しかしながら三島は、この作品が自身の戦争体験の〈そのままの寓話化ではない〉として、逆に自身の本来の〈問題性〉（奇蹟待望への熱情と、それが不可能だという自覚）が明白になったのが戦争体験だったとしている。
また『海と夕焼』は〈芸術家小説の変型と見られぬこともない〉と述べつつ、『詩を書く少年』の〈絵解きとも見るべき作品〉だとして、〈つひに海が分れるのを見ることがなかつた少年の絶望は、自分が詩人でないことを発見した少年の絶望と同じである〉とも語っている。
そして2017年（平成29年）に発見された肉声テープ（翻訳者のジョン・ベスターとの対談。1970年2月実施）では、『海と夕焼』のあらすじに触れつつ、〈なぜ海が割れなかったんだろうという気持ち〉が、自分自身の〈一種の告白〉だと述べている。

#### 少年期の戦争
上記のように、戦時中の〈奇蹟待望〉が挫折したことは、〈詩〉的なものが俗な現実の前に敗れ去るという絶望の主題となって、その後の三島文学の〈芸術対人生〉〈芸術家対生〉の問題として様々な形で複雑に反映されることになる。そして三島の幼少期からの成長の歩みは、敗戦国となった昭和の日本の歴史と切っても切り離せないものとなっている。
三島が学習院初等科に入学した1931年（昭和6年）の9月に満州事変が勃発、翌1932年（昭和7年）に日本は満州国を建国した。しかし1933年（昭和8年）3月に日本は国際連盟を脱退し、三島が中等科に進んだ12歳の1937年（昭和12年）7月に支那事変（日中戦争）が始まった。
そして14歳の1939年（昭和14年）10月には欧州で第二次世界大戦が起り、翌1940年（昭和15年）に日本はドイツ・イタリアと三国同盟を結んだ。1941年（昭和16年）12月8日に真珠湾攻撃をした日本は、アメリカとその連合国を相手とする全面戦争（大東亜戦争・太平洋戦争）に突入していった。
この時16歳だった三島は、「花ざかりの森」を連載中の雑誌『文藝文化』に、開戦の詔勅の厳かな感動を詠じた詩「大詔」を発表し、その3か月前の9月には、〈豊葦原之邦の創造の精神〉を考察した「惟神之道」という神道への深い傾倒をノートに綴っていた。
当初日本は華々しい戦果を挙げて戦域を拡げていたものの、1943年（昭和18年）の春頃から急速に負け戦の様相となっていった。日本古代精神の勝利を祈念していた三島は、〈アメリカのやうな劣弱下等な文化の国、あんなものにまけてたまるか〉、〈米と英のあの愚人ども、俗人ども、と我々は永遠に戦ふべきでせう。俗な精神が世界を蔽うた時、それは世界の滅亡です〉と友人の東文彦に綴っていた。
1944年（昭和19年）5月に徴兵検査に合格した三島は、翌1945年（昭和20年）2月に召集されるが、気管支炎の高熱で肺浸潤と誤診されて即日帰郷となった。行動の世界の不適格者の烙印を押された三島は、『古今集』の紀貫之の序である「力を入れずして天地（あめつち）を動かし」の詩の宣言に勇気づけられた。
しかし同年春頃から日本の本土にもアメリカ軍による激しい爆撃が始まり戦場のような惨状となった（東京大空襲など各地）。三島が5月から学徒勤労動員された神奈川県高座郡の海軍工廠も攻撃目標となり、アメリカ軍の上陸地点と予想され、東京よりも危険度の高い場所であった（詳細は三島由紀夫#戦時下の青春・大学進学と終戦を参照）。
物心ついた時から戦争の波が身近にあり、思春期と共に戦況が拡大し、ついに日本の文化・国家ごとの破滅と、自身の死の危険も迫っていた頃の三島は、ただひたすら純粋に言葉を紡ぎ、現状とは別次元の世界、『新古今集』に即した美的世界を追求していた。そしてそんな折にあった絶望の中の神風特攻隊の行為に三島は〈敬虔なる祈願〉を見出した（詳細は三島由紀夫#特攻隊についてを参照）。

#### 神風
そうした神風特攻隊への思い、何故〈神風は吹かなかつた〉のかの問いの主題は、『海と夕焼』（1955年）で意識化され、金閣の美を燃やしてしまう『金閣寺』（1956年）を経て、〈などてすめろぎは人間となりたまひし〉と呪詛される「神の死」を主題とした『英霊の聲』（1966年）で顕現化されることになり、遺作『豊饒の海』の第2巻『奔馬』での神風連の乱の挫折の題材にまで繋がっていく。
三島にとって、〈人間の至純の魂が、およそ人間として考えられるかぎりの至上の行動の精華を示したにもかかはらず、神風は吹かなかつた〉ことは、〈行動と言葉〉の同義性、つまり特攻隊の〈行動の理念〉と、紀貫之の〈詩の理念〉の同義性を発見する契機でもあった。
これは、特攻隊が〈行動〉という形でありながらも、純粋な〈言葉〉（表現）であったということであり、〈言葉の有効性には何ら関はらない別次元の志〉を述べる『古今集』の序と相通じる〈一篇の詩〉だということを意味し、その〈究極の無力の力〉〈究極の脆い優雅〉の中心的な文化、それを体現しているものが三島にとっての〈天皇〉だった。

### 設定

#### 子供十字軍
『海と夕焼』の主人公の安里が、少年アンリだった1212年に、キリストのお告げにより同志を率いてマルセイユに向かったという設定は、実際にあった「子供十字軍」の歴史的エピソードとほぼ合致しており、三島がこれを元にしていたことが看取され、実際に三島自身も、翻訳者のジョン・ベスターを交えた対話中で、〈チルドレンズ・クルセイドの話〉を題材にしている旨を語っている。
歴史書によれば、フランスのヴァンドームに住んでいた牧童エティエンヌが、1212年に「十字軍」を勧請する神秘的告知を語り、聖地エルサレムを奪還するために周囲の子供らと「子供十字軍」を結成してマルセイユから船出するが、船主に騙されて奴隷としてチュニジアやエジプトに売り飛ばされてしまったとされている。
しかし、エティエンヌがインドに売られ、そこで大覚禅師に救われて日本にやって来るというエピソードは歴史書にはなく、これは三島の創作したオリジナル設定となっている。また、牧童エティエンヌはヴァンドーム出身だが、三島はアンリの出身地をトゥールーズ伯爵の御領地のセヴェンヌにあえて設定している。
このセヴェンヌの地では、「子供十字軍」が結成される3年前に「アルビジョア十字軍」が起ったという歴史があり、セヴェンヌは「第1回十字軍」の英雄レーモン・ド・サン＝ジルの出身地でもあった。三島の蔵書には独逸浪漫派叢書があり、その中の1冊であるティークの『セヴァンヌの叛乱』（青木書店、1943年刊）には、「アルビジョア十字軍」の熾烈な戦いが綴られている。
三島はそういった「十字軍」の壮絶な戦いの背景を、より強調するために牧童エティエンヌの出身地をセヴェンヌに改変したのではないかと小埜裕二は考察している。

#### 文永9年
鎌倉の建長寺の寺男となった安里が過去を振り返っている時点は、文永9年（1272年）に設定されているが、この2年後に実際に起った出来事として、神風が吹いたとされる「文永の役」があることが、『海と夕焼』を論究する上での1つの注目点として指摘されることもある。

### 神の沈黙の言語化
『海と夕焼』としばしば対比される作品に、切支丹の殉教を題材とした遠藤周作の『沈黙』があり、遠藤の作品でも沈黙する海が描かれている。『沈黙』でも奇蹟は起こらないが、主人公ロドリゴは信仰を捨てないという点に『海と夕焼』との違いがある。
『海と夕焼』発表から11年後の1966年（昭和41年）に、三島は谷崎潤一郎賞の選考で『沈黙』を遠藤周作の最高傑作として推薦し高評するが、作品末尾については異論を唱え、〈神の沈黙〉を沈黙のままに留めるのが文学の領域だとしている。
またその一方で、三島には〈「神」といふ沈黙の言語化〉こそ〈小説家の最大の野望〉であるのも確かだとも語り、〈人間の神の拒否、神の否定の必死の叫びが、実は「本心からではない」こと〉を考察している。

## 作品評価・研究
『海と夕焼』は、三島が自解で〈私にとつてもつとも切実な問題を秘めたもの〉と述べていたが、三島の死後もあまり本格的な論究がなされていない傾向にある。ちなみに三島は後年、『海と夕焼』を振り返って、「あの作品がもし、発表当時から正確に理解されていたら、それ以後の自分の生きかたも変ったかもしれない」と虫明亜呂無に語っている。
鈴木晴夫は、三島作品では〈海〉が多く描かれているが、『海と夕焼』の〈海〉は自然背景としての海ではなく、「人間の暗い情念を呼び醒ます黙示の役割を負っている」として、その〈海〉は真昼や暁の光り輝く海とは違う「神秘的な暗さ」を湛え、異郷の日本で回想して生きている老人にふさわしい〈海〉となっていると解説している。
佐藤秀明は、『海と夕焼』の〈奇蹟〉を、「現実が許容しない詩の幸福」（奇蹟を信じて疑わない〈詩〉の〈幸福〉）のことだとし、これは『詩を書く少年』での〈詩〉を紡ぎ出す時の〈幸福〉であり、「〈現実〉と相渉らない〈言葉〉の〈幸福〉」と同じだと解説している。そして、この「現実が許容しない詩」は、三島がしばしば〈人生〉と対比して〈芸術〉と呼び、〈小説固有の問題〉だと言っていたものだとして、奇蹟待望とその挫折を〈私の一生を貫く主題〉と吐露した三島が、『豊饒の海』に至るまでのあらゆる作品でこの主題を描いていることを指摘しながら、「三島の言う小説とは、人生（現実）と詩（「現実が許容しない詩」）との対立を含み、それを描いたもの」と論考している。
石井和夫は、『海と夕焼』の主題を、〈いくら祈つても分れなかつた夕映えの海の不思議〉、〈奇蹟の幻影よりも一層不可解なその事実〉にあるとして、その主題は『真夏の死』で朝子が最後に再び悲劇を〈待つ〉思いに通じるものがあると考察し、安里の語りの2年後に「文永の役」があることなども鑑みながら、安里が〈不思議〉の再来を待ち望んでいるとしている。一方、根岸一成は、安里の〈不思議〉に捉われ続ける姿に、「神の死せる世界で神を探し求めることの必然的挫折」、「絶対者不在の深淵に追いやられた虚無」を看取している。
田中美代子は、遠藤周作の『沈黙』の主題の転換（「あの人は沈黙していたのではなかつた」とした所）について三島が疑問を呈し、〈神の沈黙を沈黙のまま描いて突つ放すのが文学〉としつつも、別のエッセイで、〈「神」といふ沈黙の言語化〉こそ〈小説家の最大の野望〉だと吐露していた複雑な心理を挙げて、『海と夕焼』の主題について考察している。
また田中は、この三島の〈一生を貫く主題〉が『豊饒の海』の第2巻『奔馬』の神風連の挫折にまで繋がっていくことに触れながらも、『海と夕焼』で注目する点として、「安里が、現実の失墜を経ながらも、再び現在の境遇に、慎ましいある安らぎを感じていること」を指摘し、三島作品の変遷を鑑みている。
小埜裕二は、従来の論で〈海〉と〈夕焼〉が一対の取り合わせとして、主人公に過去の想起がなされていると捉えられていることにやや異論を唱え、2つが異なる概念を表わしているとして、〈夕焼〉は「奇蹟待望を抱かせる象徴」（キリスト教的世界観における「永遠」の象徴）で〈有限性〉を表わし、〈海〉は「奇蹟的世界へ誘いつつもそれを拒むもの」（仏教的世界観における「久遠」の象徴）で〈無限性〉を表わしていると解説している。さらに、西洋・キリスト教的世界観・有限性に対し、東洋・仏教的（禅的）世界観・無限性の時間の優位が示され、預言者が発した〈東へ行くんだよ〉という言葉もそれを暗示するものと考察している。
そして最後の少年の眠りが、「安里の回想への執着を相対化する役目」を担い、聾唖の少年の感覚がここで全て閉ざされている意味は、禅宗における「ものにこだわらない自由な精神」「無の境地」を示していると解説し、最後の場面は臨済宗の禅問答ともなっているとしている。また、少年は能のワキの役どころでもあり、シテの安里の語りは「死後の時点から生の時間を眺める夢幻能の回想形式」に似ていると小埜は述べている。
また小埜は、『海と夕焼』の翌年に『金閣寺』が発表された繋がりの意味を辿りつつ、『金閣寺』の終盤で、溝口が放火後に突然と究竟頂で死のうとすることに触れ、そこに「『海と夕焼』の語り手が安里の語りの現在の設定に際して秘かに示した奇蹟待望の祈念と同じもの」が読み取れるとしても、その三島の「延命せられた〈不思議〉の到来を願う思い」が重要な意味を帯びてくるのは後年の作品においてだとして、2作品が書かれた昭和30年頃の三島には、「〈不思議〉へのこだわりを消し去り乗り越えていく自信に満ちあふれていた」と考察している。

## おもな収録刊行本

### 単行本
- 『ラディゲの死』（新潮社、1955年7月20日）
  - B6判。紙装。機械函。青色帯。全226頁。
  - 収録作品：「花火」「離宮の松」「水音」「新聞紙」「不満な女たち」「卵」「海と夕焼」「旅の墓碑銘」「ラディゲの死」「地獄変」「鰯売恋曳網」「あとがき」
- 『花ざかりの森・憂国――自選短編集』（新潮文庫、1968年9月15日。改版1992年3月20日。新版2020年11月1日）
  - 解説：三島由紀夫。新版解説：佐藤秀明
  - 収録作品：「花ざかりの森」「中世に於ける一殺人常習者の遺せる哲学的日記の抜萃」「遠乗会」「卵」「詩を書く少年」「海と夕焼」「新聞紙」「牡丹」「橋づくし」「女方」「百万円煎餅」「憂国」「月」
- 『憂国／橋づくし』（新潮ピコ文庫、1996年8月15日）
  - 収録作品：「憂国」「海と夕焼」「橋づくし」「百万円煎餅」
  - ※コンビニ店「セブンイレブン」のみで発売、短期で絶版。
- 『ちくま日本文学10 三島由紀夫 1925-1970』（筑摩書房、1991年7月。ちくま文庫、2008年2月6日）
  - 装幀：安野光雅。解説：森毅「わが友ミシマ」
  - 収録作品：「海と夕焼」「中世」「夜の仕度」「家族合せ」「幸福という病気の療法」「真珠」「三原色」「喜びの琴」「私の遍歴時代（抄）」「終末感からの出発」「わが魅せられたるもの」「不道徳教育講座より（人に迷惑をかけて死ぬべし、文弱柔弱を旨とすべし、告白するなかれ）」「独楽」
- 英文版『Acts of Worship: Seven Stories』（訳：ジョン・ベスター）（Kodansha International、1989年。HarperCollins Publishers Ltd、1991年6月）
収録作品：雨のなかの噴水（Fountains in the Rain）、葡萄パン（Raisin Bread）、剣（Sword）、海と夕焼（Sea and Sunset）、煙草（Cigarette）、殉教（Martyrdom）、三熊野詣（Act of Worship）

### 全集
- 『三島由紀夫全集9巻（小説IX）』（新潮社、1973年6月25日）
  - 装幀：杉山寧。四六判。背革紙継ぎ装。貼函。
  - 月報：北杜夫「初期作品の思い出など」。《評伝・三島由紀夫 2》佐伯彰一「ハワイにおける三島由紀夫」。《同時代評から 2》虫明亜呂無「『潮騒』『沈める滝』をめぐって」
  - 収録作品：「潮騒」「博覧会」「鍵のかかる部屋」「復讐」「詩を書く少年」「志賀寺上人の恋」「水音」「沈める滝」「海と夕焼」「新聞紙」「商ひ人」「山の魂」「牡丹」
  - ※ 同一内容で豪華限定版（装幀：杉山寧。総革装。天金。緑革貼函。段ボール夫婦外函。A5変型版。本文2色刷）が1,000部あり。
- 『三島由紀夫短篇全集』〈下巻〉（新潮社、1987年11月20日）
  - 布装。セット機械函。四六判。2段組。
  - 収録作品：「家庭裁判」から「蘭陵王」までの73篇。
- 『決定版 三島由紀夫全集19巻・短編5』（新潮社、2002年6月10日）
  - 装幀：新潮社装幀室。装画：柄澤齊。四六判。貼函。布クロス装。丸背。箔押し2色。
  - 月報：吉田知子「同時代の喜び」。葛井欣士郎「花ざかりの追憶」。［小説の創り方19］田中美代子「０氏の自画像」
  - 収録作品：「急停車」「卵」「不満な女たち」「花火」「ラディゲの死」「陽気な恋人」「博覧会」「芸術狐」「鍵のかかる部屋」「復讐」「詩を書く少年」「志賀寺上人の恋」「水音」「S・O・S」「海と夕焼」「新聞紙」「商ひ人」「山の魂」「屋根を歩む」「牡丹」「青いどてら」「十九歳」「足の星座」「施餓鬼舟」「橋づくし」「女方」「色好みの宮」「貴顕」「影」「百万円煎餅」「スタア」「『山の魂』創作ノート」

### アンソロジー収録
- 『ちくま小説選：高校生のための近現代文学エッセンス』（筑摩書房、2013年10月）
  - 編集：紅野謙介、清水良典
  - 収録作品：いしいしんじ「ミケーネ」、芥川龍之介「ピアノ」、樋口一葉「わかれ道」、ガブリエル・ガルシア＝マルケス「最近のある日」（桑名一博訳）、内田百閒「件」、 大江健三郎「怒りの大気に冷たい嬰児が立ちあがって」、津島佑子「指」、森鷗外「普請中」、稲垣足穂「七話集」、谷崎潤一郎「秘密」、高橋源一郎「さよならクリストファー・ロビン」、川端康成「弓浦市」、円地文子「歌のふるさと」、ジョージ・オーウェル「絞首刑」（小野寺健訳）、夏目漱石「それから」、堀江敏「ボトルシップを燃やす」、尾崎翠「歩行」、津村記久子「ブラックボックス」、太宰治「新釈諸国噺：裸川」、三島由紀夫「海と夕焼」、耕治人「どんなご縁で」、町田康「一言主の神」